# Okazaki Katsuo

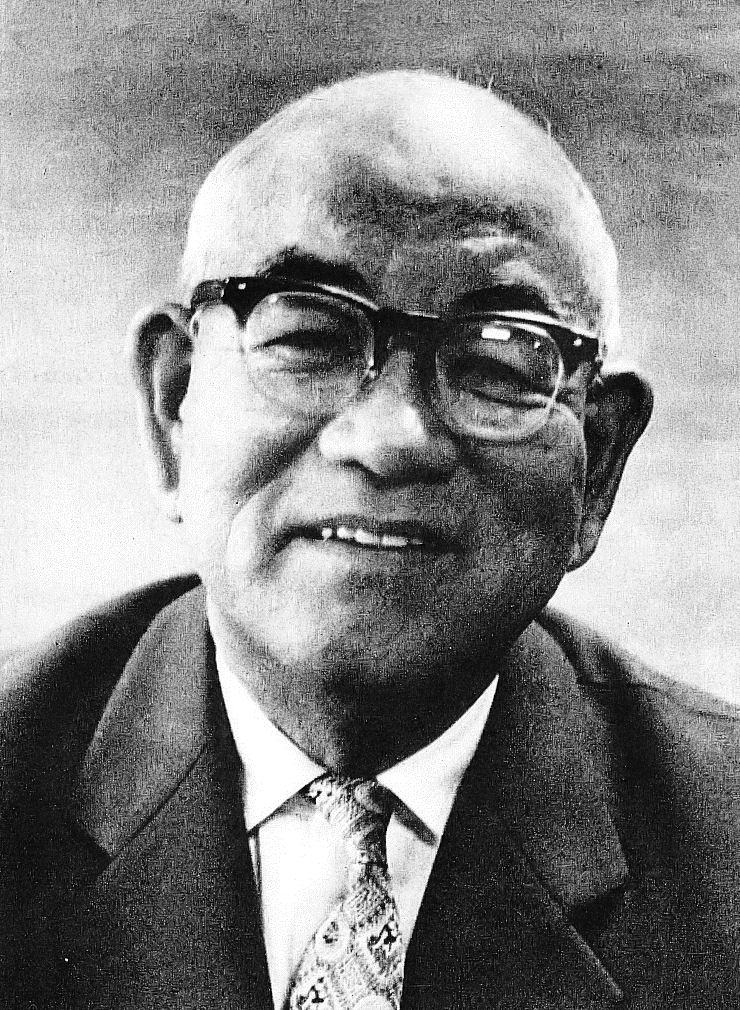
Okazaki Katsuo

Okazaki Katsuo (japanisch 岡崎 勝男; geboren 10. Juli 1897 in Yokohama (Präfektur Kanagawa); gestorben 10. Oktober 1965 in Tokio) war ein japanischer Diplomat und Politiker.

## Leben und Wirken
Okazaki Katsuo machte 1922 seinen Studienabschluss an der kaiserlichen Universität Tokio und begann eine Laufbahn im Außenministerium. Nachdem er als Generalkonsul von Kalkutta, Ermittler des Außenministeriums und Informationsbeauftragter des Informationsbüros gedient hatte, wurde er Direktor des Ermittlungsbüros des Außenministeriums (Juni 1945).

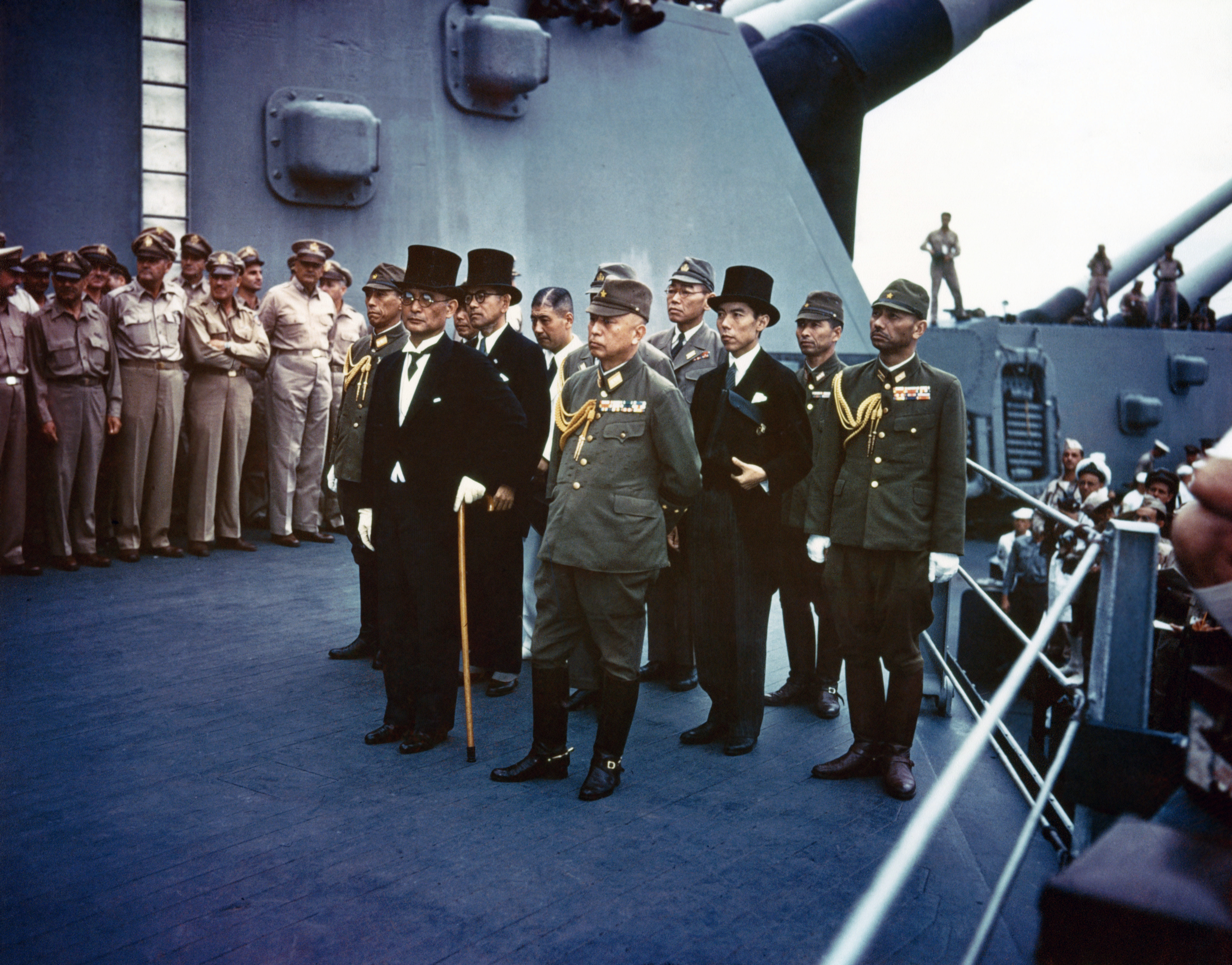
Kapitulation auf der Missouri

Am 19. August, also nach Ende des Pazifikkriegs, flog er als Begleiter des stellvertretenden Stabschefs Kawabe Torashirō nach Manila, um mit den Alliierten die Kapitulationsverfahren zu besprechen. Anschließend nahm er als Direktor des Zentralsekretariats für die Verbindung zum Kriegsende gemeinsam mit Außenminister Shigemitsu Mamoru am 2. September an der japanischen Kapitulationszeremonie auf dem Schlachtschiff Missouri teil.
Im Oktober 1945 nahm das Kabinett Shidehara seinen Dienst auf. Als Yoshida Shigeru Außenminister wurde, gab es so große personelle Veränderungen, dass Okazaki aus dem diplomatischen Dienst ausscheiden wollte. Aber Yoshida konnte ihn schließlich bewegen zu bleiben, so dass er weiter für ihn arbeitete. Im folgenden Jahr, 1946, kehrte er mit dem Amtsantritt des ersten Yoshida-Kabinetts offiziell ins Außenministerium zurück und diente als Direktor des Büros für Allgemeine Angelegenheiten und als Vizeminister. 1947 war er als Vizeaußenminister (jimu-jikan) für Nachkriegsangelegenheiten und Verhandlungen mit den Besatzungsmächten zuständig.
1948 kandidierte Okazaki bei der 24. Wahl zum Repräsentantenhaus für den damaligen SNTV-Fünfmandatswahlkreis 3 von Kanagawa für Yoshidas „Demokratische-liberale Partei“ und wurde mit dem höchsten Stimmenanteil auf dem ersten Platz gewählt. Von 1950 bis 1951 (Kabinett Yoshida III samt Umbildungen) war er Chef des Kabinettssekretariats. Er wirkte 1952 und 1953 als Außenminister. Als enger Berater von Shigeru Yoshida bemühte er sich, den Friedensvertrag mit Japan auszuhandeln und 1954 das Verwaltungsabkommen zwischen Japan und den USA sowie das „U.S. and Japan Mutual Defense Assistance Agreement“ (MDA-kyōtei) abzuschließen.
Bei den Wahlen zum Repräsentantenhaus 1955 unterlag Okazaki für Yoshidas Liberale Partei zwei weiteren Liberalen, zwei Sozialisten und drei Demokraten und war damit auf Platz 8 abgewählt. Nach seinem Rückzug aus der Politik kehrte er 1961 als Botschafter Japans bei den Vereinten Nationen zurück in den diplomatischen Dienst.